# St. Petrus und Paulus (Auleben)

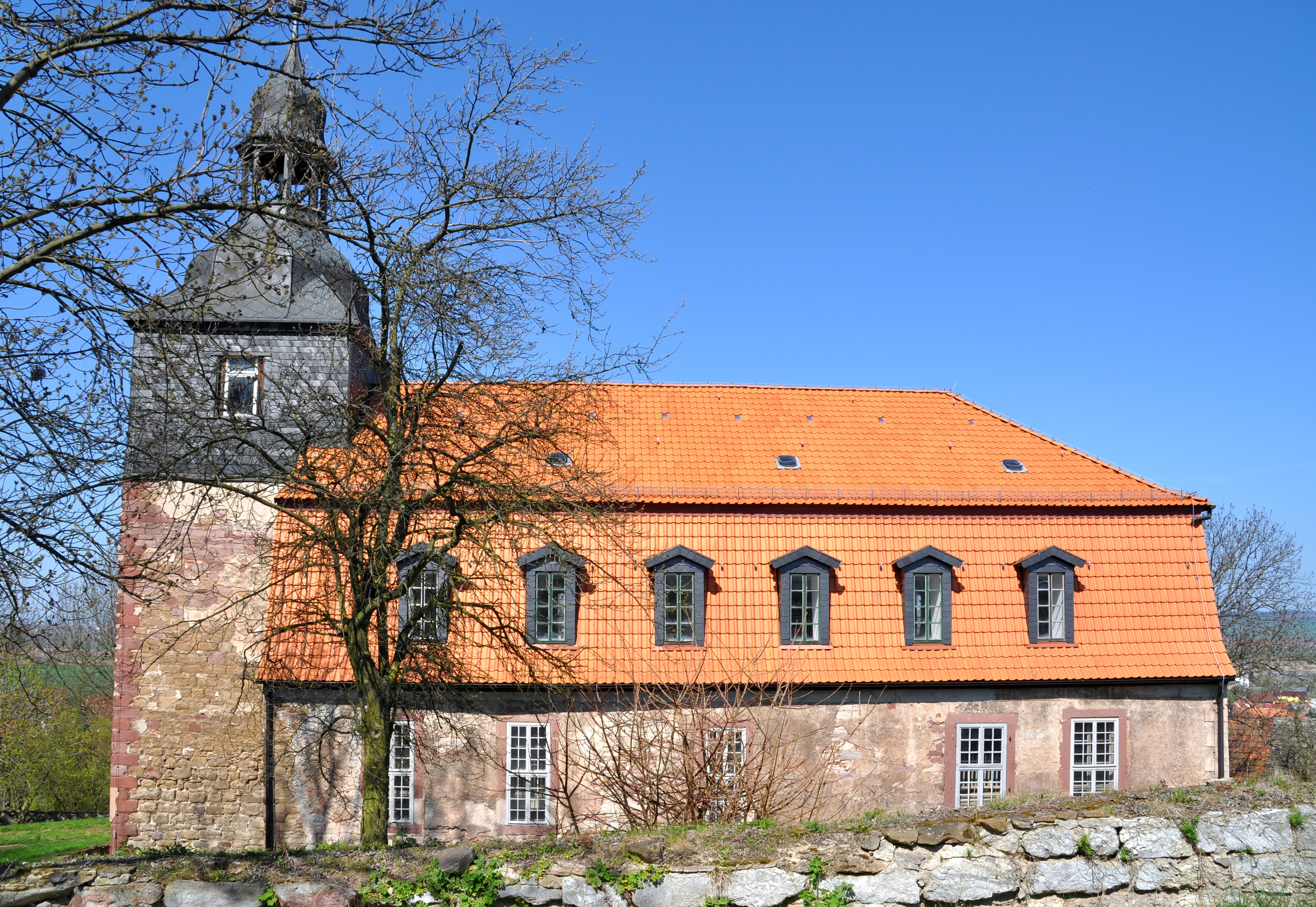
St. Petrus und Paulus, Hangseite

Die Kirche St. Petrus und Paulus in Auleben, einem Ortsteil von Heringen/Helme im thüringischen Landkreis Nordhausen, ist eine evangelische Kirche. Die Kirchengemeinde gehört zum Kirchspiel Auleben-Hamma im Kirchenkreis Südharz der Evangelischen Kirche in Mitteldeutschland.
Sie ist eine barocke Emporenhalle aus teils verputzten Bruchsteinen, die um 1775 errichtet wurde. Der Turm befindet sich an der westlichen Fassadenseite. Das Kirchenschiff besitzt ein Mansarddach und rechteckige, hohe Fenster.
Zwei Reihen rechteckiger Holzpfeiler tragen die beiden Emporengeschosse und reichen weiter bis an die Decken, sodass sie den Kirchenraum in drei Schiffe unterteilen. Da die Decke über Mittelschiffs höher liegt als über den Seitenschiffen, ist die Kirche außerdem eine Stufenhalle. Besonders hervorzuheben ist die Girlandenornamentik an den Brüstungen. Der Kanzelaltar besitzt vier hohe Säulen und ausgeprägte Kapitelle. Die Orgel, um 1795 erbaut, ist nicht bespielbar.